# プログレスM1-4
プログレスM1-4はロシア連邦宇宙局が国際宇宙ステーション(ISS)の補給のために打ち上げたプログレス補給船。NASAではProgress 2や2Pなどと称する。プログレス-M1(11F615A55)型であり、シリアル番号は253だった。
M1-4は2000年11月16日1時32分36秒(GMT)にバイコヌール宇宙基地1/5発射台からソユーズ-Uで打ち上げられた。同年11月18日3時47分42秒(GMT)にISSのザーリャ (ISS)モジュール、ナディアポートにドッキングした。なお、クルスドッキングシステムはドッキングの誘導に失敗したため、手動のTORUドッキングシステムでバックアップを行い、ドッキングした。2週間ドッキングを続けた後、12月1日16時22分52秒(GMT)にドッキングを一度解除した。
ドッキング解除の後、プログレスは25日間の飛行を経て、12月26日11時3分13秒(GMT)に再ドッキングを行った。クルスシステムの障害は解決していたものの、一度目のドッキング試行の中止に利用した手順がアンテナの引き込みであり、再展開ができない不可逆なものであったため、一度目のドッキングと同じくTORUシステムが利用された。ドッキングは6週間続き、2001年2月8日11時26分4秒(GMT)にドッキングを解除した。同日12時59分(GMT)に軌道を離脱、宇宙機は太平洋上の大気圏で燃え、燃え残りは11時50分(GMT)ごろ太平洋上に落下したとされる。
M1-4にはクルーのための食料、水、酸素や科学研究のための装置類が積まれていた。ISSに搭乗する長期滞在のクルーのための補給として初めてあげられたプログレスであり、M-15Mまでの間ではステーションと2度ドッキングした唯一のプログレス補給船であった。

## 註
1. 1 2  McDowell, Jonathan. “Launch Log”.   Jonathan's Space Page. 2009年6月7日閲覧。
2. 1 2 3 4  Anikeev, Alexander. “Cargo spacecraft "Progress M1-4"”.   Manned Astronautics - Figures & Facts. 2007年10月9日時点のオリジナルよりアーカイブ。2009年6月7日閲覧。
3. ↑  Wade, Mark. “Progress M1”.   Encyclopedia Astronautica. 2016年7月11日閲覧。
4. ↑  McDowell, Jonathan. “Satellite Catalog”.   Jonathan's Space Page. 2009年6月7日閲覧。